# Miss You (chanson de Louis Tomlinson)
Pour les articles homonymes, voir Miss You.
Singles
Back to You
(2017) Two of Us
(2018)
Miss You est une chanson du chanteur anglais Louis Tomlinson, sortie le 1er décembre 2017 sous les labels Syco Music et Epic Records.

## Contexte
Le 26 novembre 2017, Louis annonce la chanson en postant une vidéo sur instagram. Il déclare dans une interview : « J'ai écris [sic] la chanson à propos d'un temps dans ma vie quand je sortais tous les soirs faire la fête. Au fond c'était mon esprit mais il manquait la personne que j'aimais. C'était important pour moi d'écrire cette quelque chose de vraiment honnête ».

## Clip
Le clip, sorti le 8 décembre 2017, montre le chanteur qui pense à retrouver son amour perdu, accompagné de ses amis qui se dirige dans un bar pour aller boire des bières et à la fin de la vidéo, ils dansent tous dans une soirée.

## Performance
Une seule performance est donnée lors de l'émission The X-factor.